# Борівці (Вілейський район)
Борівці (біл. вёска Бараўцы) — село в складі Вілейського району Мінської області, Білорусь. Село підпорядковане Нарочанській сільській раді, розташоване в північній частині області.